# Casa del Sagittario

Monumento storico di Francia dal 1941.

La Casa del Sagittario, in francese Maison du Sagittaire, è un caratteristico e storico edificio della città di Amiens, nella regione francese della Piccardia, oggi Hauts-de-France.
Situata al numero 9 del Passage du Logis, di fronte al centrale Square Jules Bocquet, costituisce un bell'esempio dell'architettura rinascimentale, venne classificata Monumento storico il 21 dicembre 1941.

## Storia
Questo edificio venne costruito a partire dal 1593 su commissione di Jean Bultel, ricco mercante di tessuti originario di Corbie. Sorgeva in Rue des Vergeaux, nei pressi della Posta attuale. Fra le due Guerre la facciata venne protetta e ignifugata, fatto determinante che la salvò dall'incendio scaturito dal disastroso bombardamento del 19 maggio 1940.
Con il decreto del 21 dicembre 1941 venne dichiarata Monumento Nazionale.
Dopo la fine della Seconda guerra mondiale, nel 1945, la facciata venne smontata pietra per pietra e ricomposta nel sito attuale, di fianco al Logis du Roi.
La facciata venne restaurata nel 2000.

## Descrizione

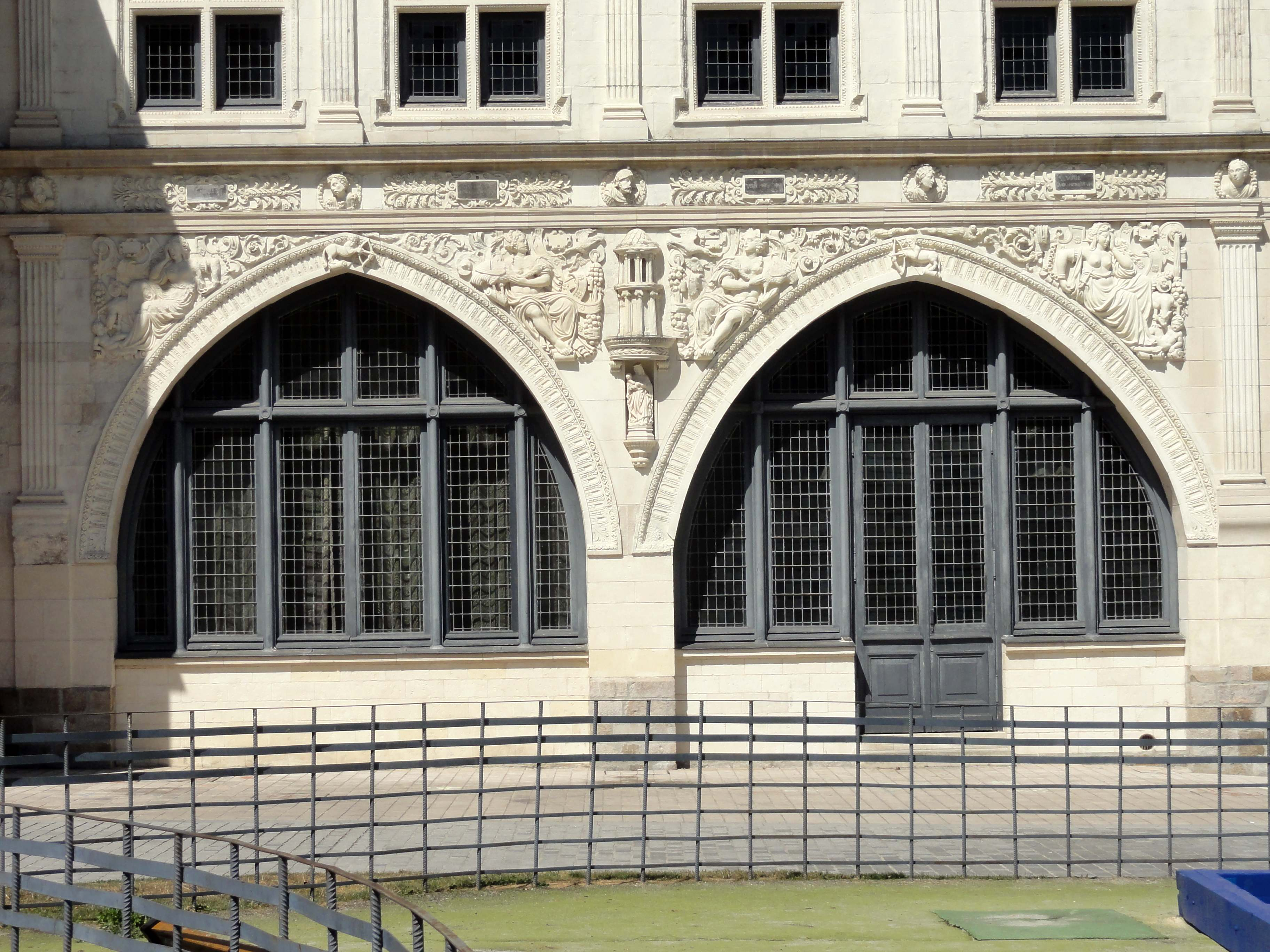
Le arcate terrene.

La facciata, realizzata in pietra bianca, si compone di tre livelli. In basso due grandi arcate, ancora goticizzanti, accoglievano le vetrine del nogozio del mercante; i due piani superiori, dalle finestre crociate, tipicamente rinascimentale, costituivano gli appartamenti. La costruzione si deve a Charles Bullant, nipote del più celebre Jean Bullant, architetto del Castello di Écouen.
Le superfici sono riccamente scolpite con lesene, paraste, facce di leoni e cornici di foglie d'acanto. I rilievi figurati del pianterreno sono ispirati dai temi allegorici dell'Iconologia di Cesare Ripa.
Fra le arcate è una Madonna col Bambino; nei quattro pennacchi sono due gruppi ripetuti alternativamente con l'Afflizione, rappresentata da una donna incatenata con un pugnale che le trafigge il costato; e la Pietà, una donna che porta in braccio una cicogna.
Sulle chiavi di volta sono due Sagittari, figure che hanno conferito il nome all'immobile. 
Al di sopra delle arcate, nella cornice marcapiano, sono busti di Guerrieri e Imperatori. 

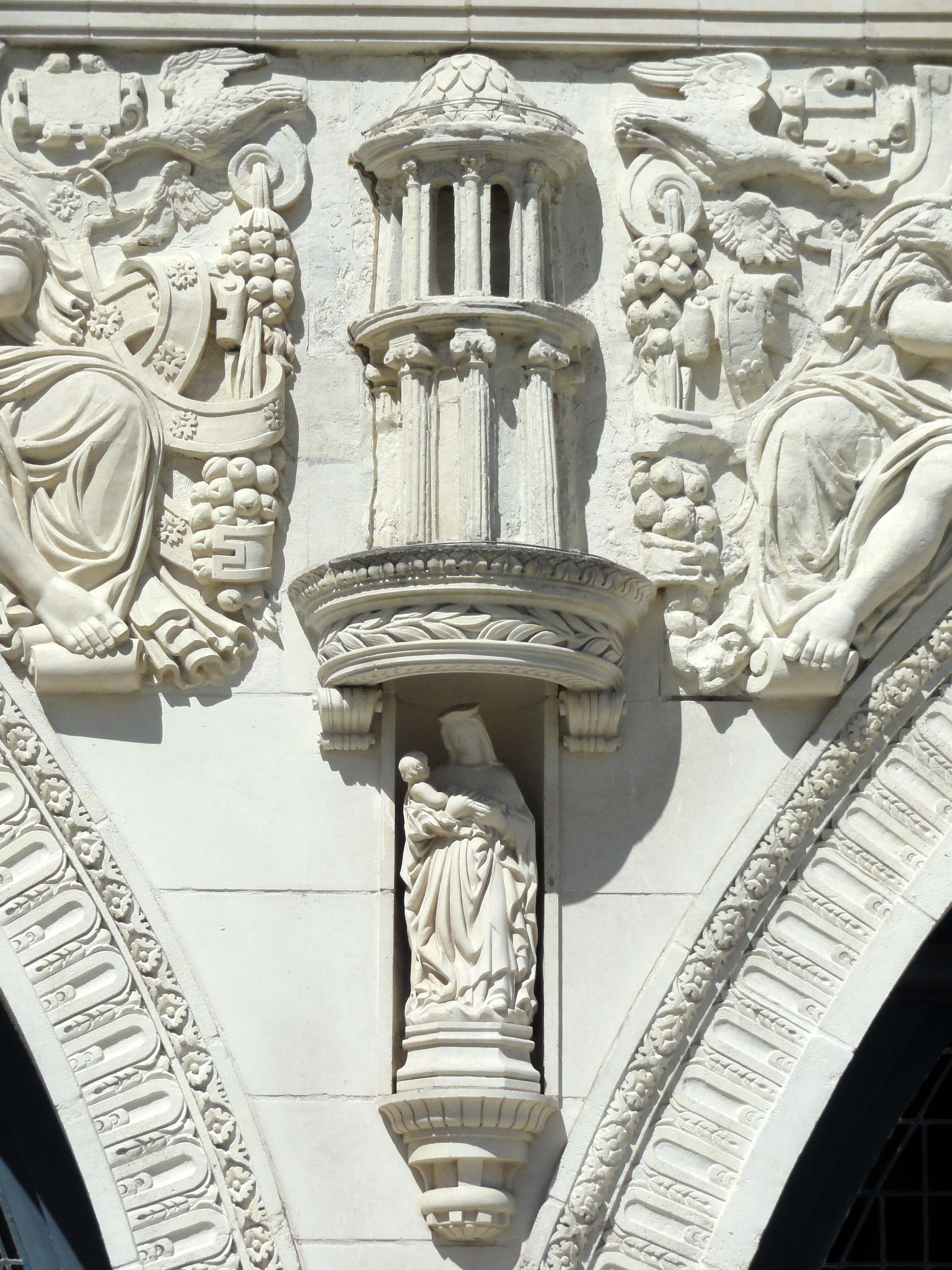
La Madonna col Bambino
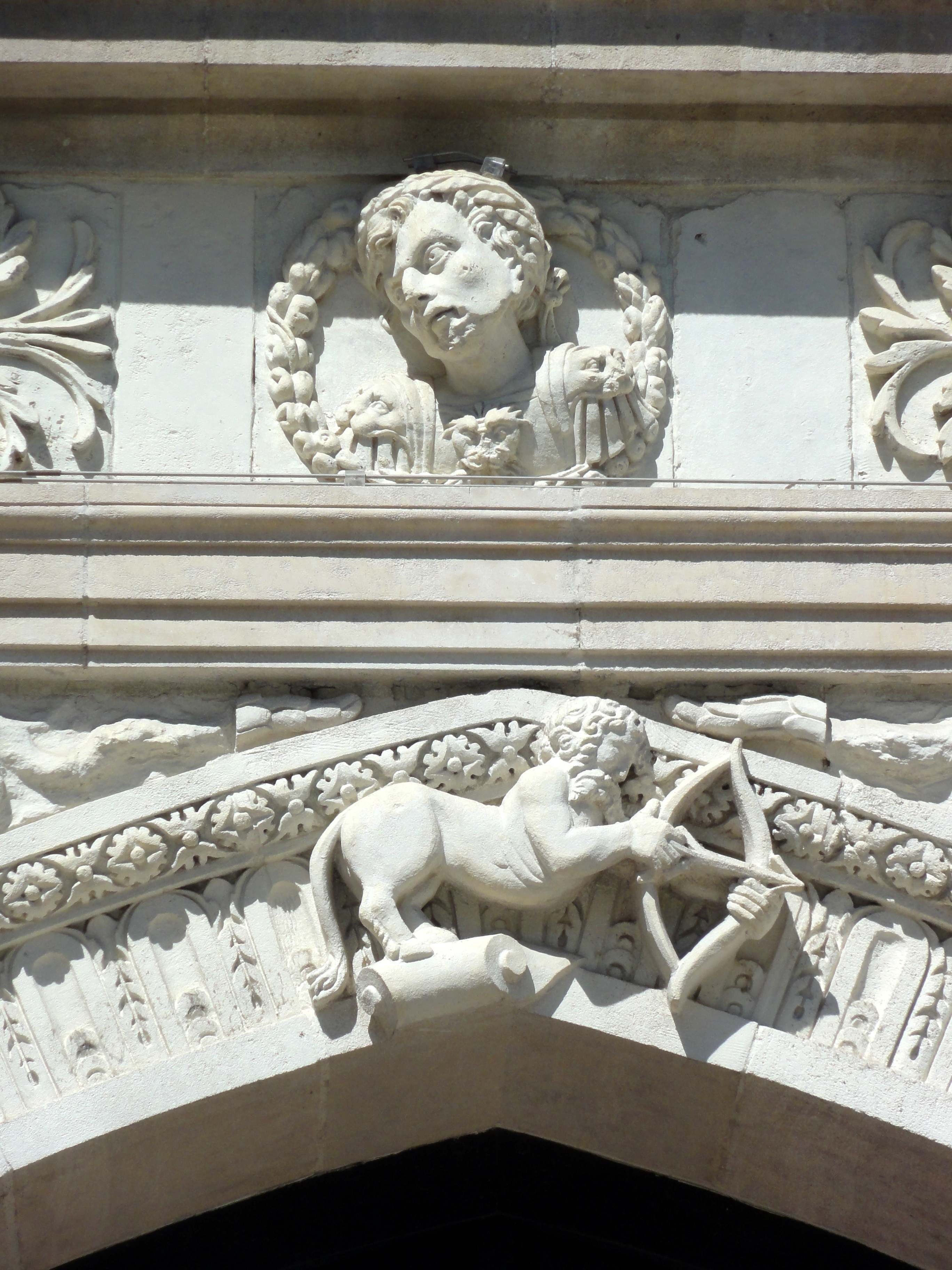
I Sagittari
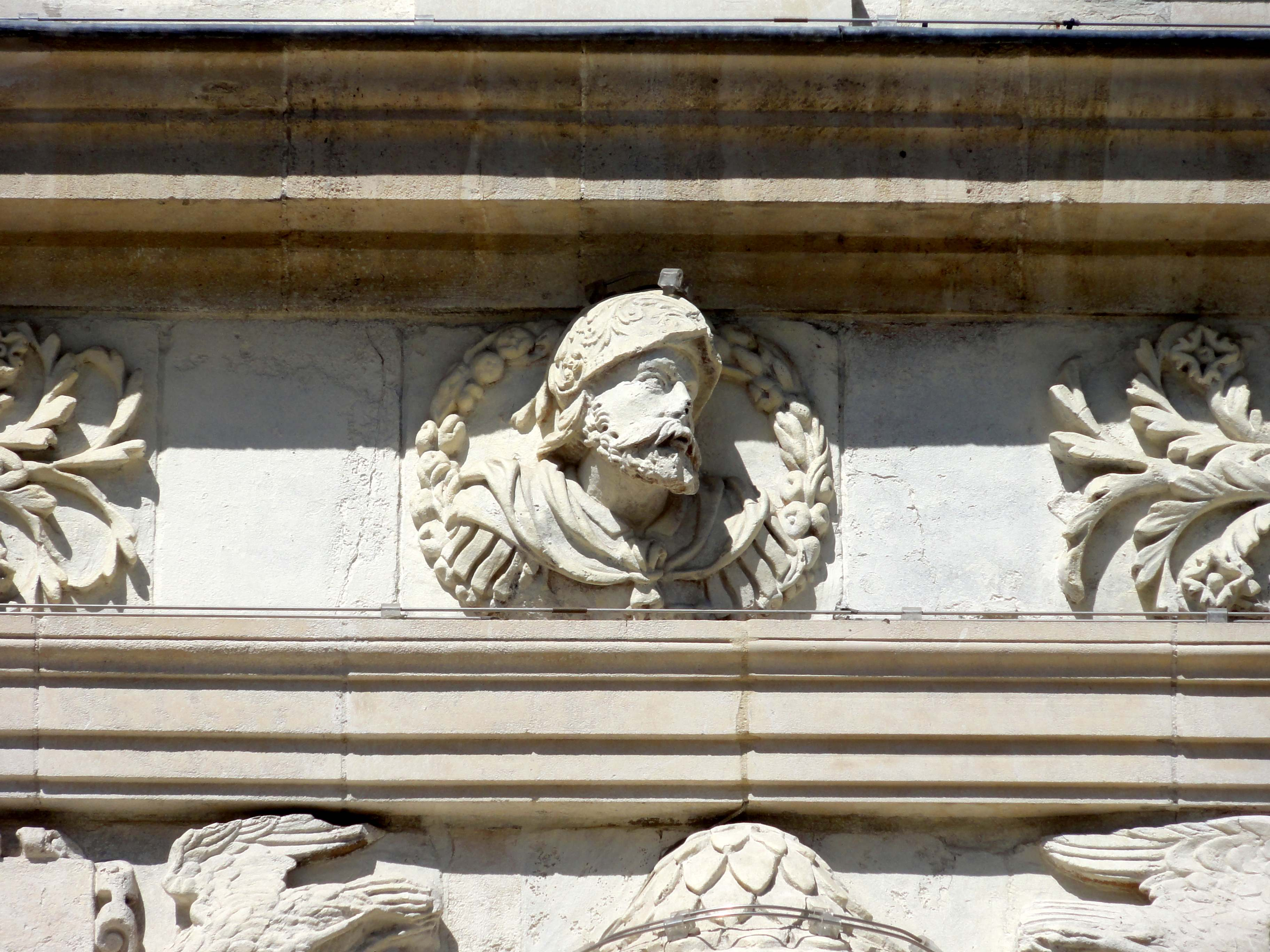
Le teste della cornice
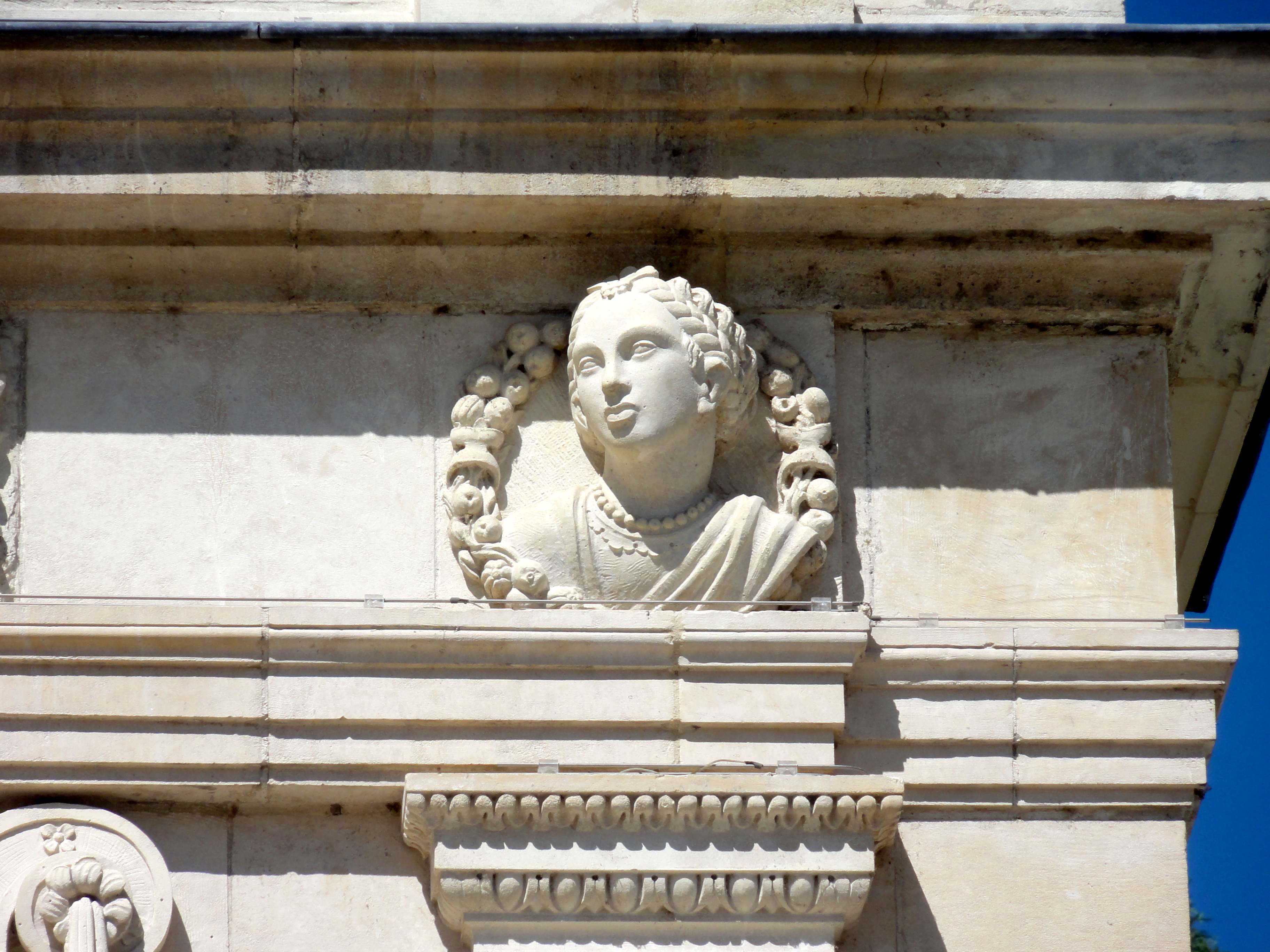
Le teste della cornice